# Bichlbach
Bichlbach est une commune autrichienne du district de Reutte dans le Tyrol.

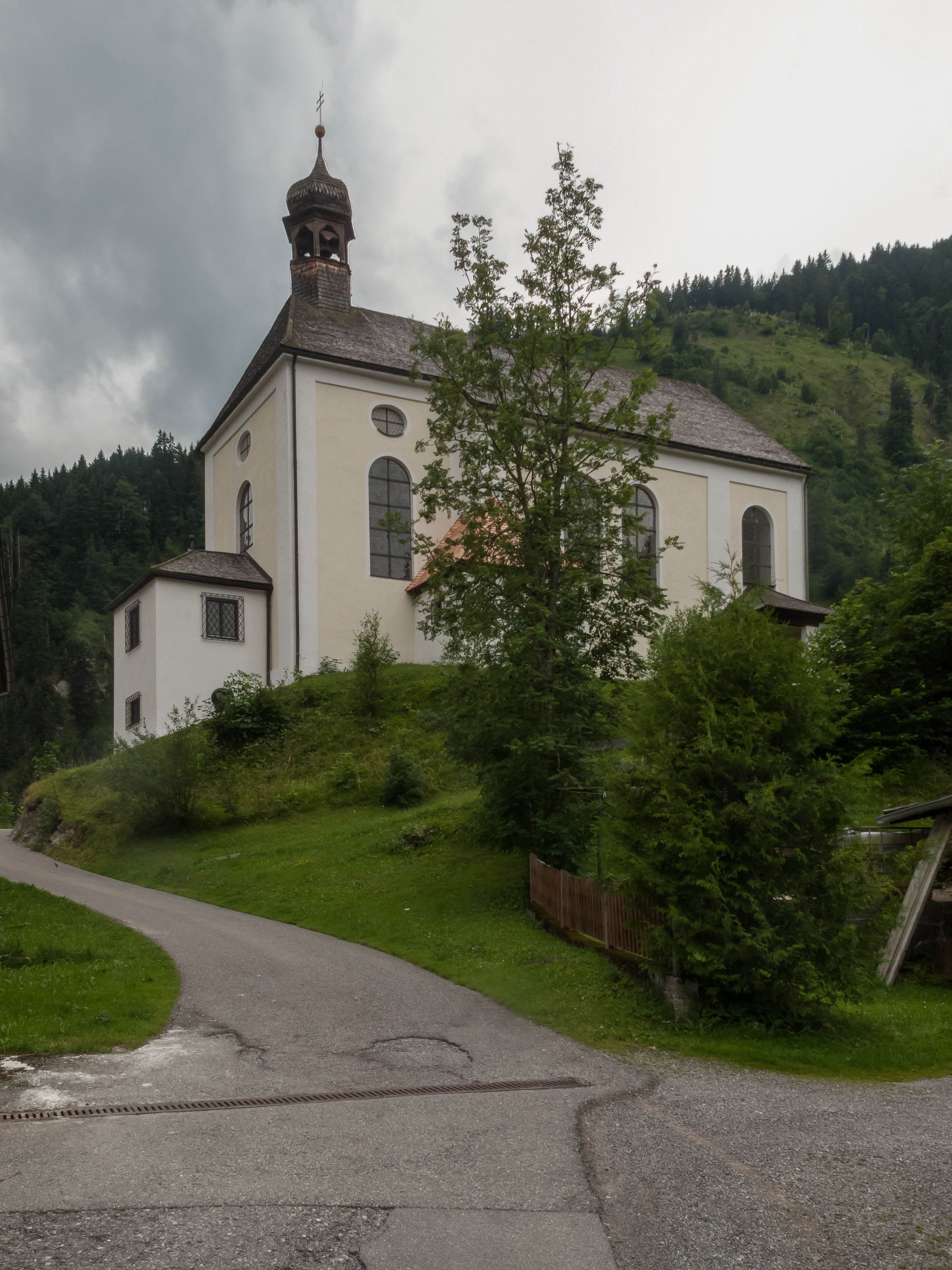
Église : Zunftkirche heiliger Josef.

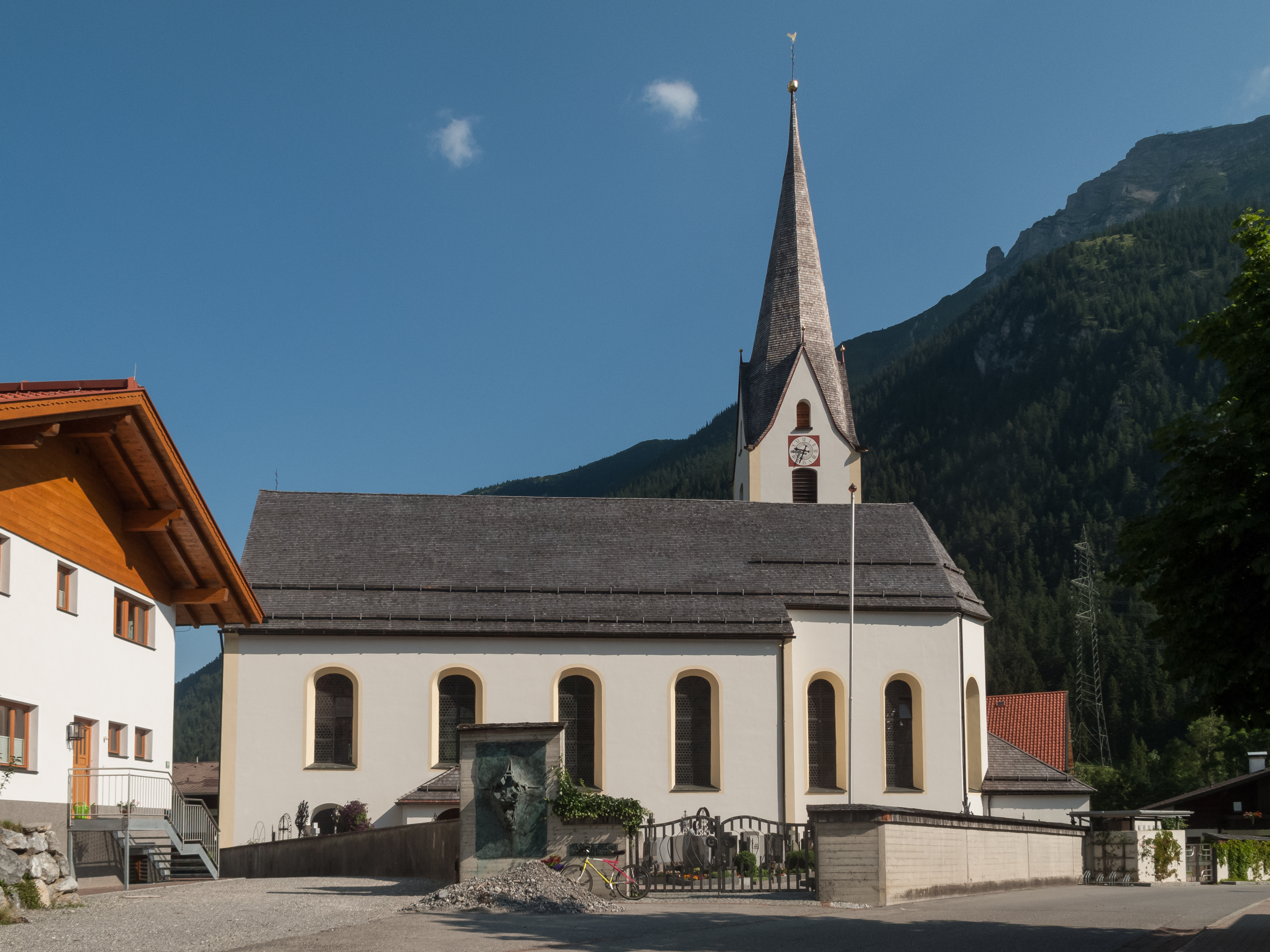
Église : die Sankt Lorenzkirche.